# Distretto di Bünyan
Il distretto di Bünyan (in turco Bünyan ilçesi) è uno dei distretti della provincia di Kayseri, in Turchia.